# Rozlane zapalenie powięzi z eozynofilią
Rozlane zapalenie powięzi z eozynofilią (łac. fascitis diffusa cum eosinophilia, ang.diffuse fascitis with eosinophilia), choroba Shulmana, dawniej zwana eozynofilowym zapaleniem powięzi – rzadka postać zapalenia powięzi, do tej pory opisano na świecie około 1000 przypadków, choroba o nieznanej etiologii, przebiegająca przewlekle, powodująca postępujące stwardnienie powłok (jak drewno) i wystąpienie eozynofilii we krwi obwodowej. Chorobę opisano po raz pierwszy w 1974. Częściej występuje u kobiet niż u mężczyzn,
choć inni autorzy uważają, że występuje częściej u mężczyzn w wieku 50–60 lat

## Etiologia
Przyczyna choroby nie jest znana. W około 50% pojawia się po nadmiernym wysiłku fizycznym. Postuluje się również jej związek z zakażeniem Borrelia burgdorferi. Współistnienie rozlanego zapalenia powięzi z eozynofilią z różnymi schorzeniami o tle autoimmunologicznym (zapalenie tarczycy, małopłytkowość, niedokrwistość, zespół mielodysplastyczny, szpiczak mnogi) oraz pojawienie się często zmian poziomu immunoglobulin, zwłaszcza IgG, sugeruje tło autoimmunologiczne tej choroby.
Według niektórych autorów, choroba ta nie jest oddzielną jednostką chorobową tylko specyficznie przebiegająca twardziną.

## Obraz kliniczny
Choroba zwykle rozpoczyna się nagle, stanem podgorączkowym, bólem stawów, skóry i mięśni. Pojawiają się symetryczne obrzęki przedramion i dłoni oraz podudzi i stóp. Skóra ulega przebarwieniu lub odbarwieniu, pojawia się objaw skórki pomarańczy i objaw bruzdy, staje się napięta, co może spowodować wystąpienie przykurczu w stawach kończyn. Stan ten jest często określany przez chorych, jakby skóra była zbyt ciasna.

## Rozpoznanie
Pewne rozpoznanie można postawić na podstawie wyniku badania histologicznego wycinka skóry. Pomocne bywa stwierdzenie eozynofilii w krwi obwodowej, podwyższenie OB. Charakterystyczne jest podwyższenie aktywności aldolazy przy prawidłowej aktywności kinazy kreatynowej. Pomocne może być MRI, które wykazuje wzrost sygnału w obrębie powięzi.

## Leczenie
W leczeniu stosuje się kortykosterydy. Początkowo w indukcji ustąpienia zmian stosuje się prednizon w dawce 1 mg/kg/doba, w przypadku braku poprawy po 1 miesiącu zwiększa się dawkę do 1,5 mg/kg/doba i dodaje się hydroksychlorochinę lub chlorochinę w dawce 500–750 mg/doba. W 2 fazie dawkę kortykosterydów stopniowo się zmniejsza. Całe leczenie trwa 9–12 miesięcy.  W przypadku ich nieskuteczności stosuje się metotreksat lub azatioprynę.

## Rokowanie
Choroba rozpoczyna się nagle, występuje ból, obrzęk i zaczerwienie skóry. Jednak nawet nieleczona ma tendencję do samoograniczania i przechodzi w fazę przewlekłą, lub nawet może wystąpić samoistna remisja, do której dochodzi w okresie 2–5 lat. Czasami obserwuje się nawroty choroby, a przy niekorzystnym przebiegu mogą wystąpić przykurcze w obrębie stawów kończyn.